# Wenden (Stöckse)
Wenden ist ein Ortsteil der Gemeinde Stöckse im niedersächsischen Landkreis Nienburg.

## Geografie

### Lage
Wenden liegt zwei Kilometer südöstlich von Stöckse und acht Kilometer östlich von Nienburg/Weser.

## Geschichte
Die erste urkundliche Erwähnung datiert auf das Jahr 1275 im Wölper Lehensregister. Die Existenz einer Mühle ist für das Jahr 1325 durch eine Verkaufsurkunde belegt, in der Eckhard von Niedernstöcken die Mühlenstätte Veichte an den Zimmermann Konrad verkauft. Für das Jahr 1777 werden für Wenden 26 Haushalte angegeben, für 1823 dann 35. Bei der Volkszählung im Jahr 1871 sind es für Wenden 79, darunter in Lohe 7 Haushalte mit 44 Einwohnern.

### Eingemeindungen
Im Zuge der Gebietsreform in Niedersachsen wurde Wenden am 1. März 1974 in die Gemeinde Stöckse eingegliedert.

### Einwohnerentwicklung
| Jahr | Einwohner | Quelle |
| ---- | --------- | ------ |
| 1823 | 267       | [ 5 ]  |
| 1853 | 463       | [ 8 ]  |
| 1867 | 508       | [ 6 ]  |
| 1871 | 513       | [ 6 ]  |
| 1910 | 582       | [ 9 ]  |
| 1925 | 554       | [ 10 ] |
| 1933 | 564       | [ 10 ] |

| Jahr | Einwohner | Quelle |
| ---- | --------- | ------ |
| 1939 | 548       | [ 10 ] |
| 1950 | 940       | [ 1 ]  |
| 1953 | 902       | [ 11 ] |
| 1956 | 786       | [ 1 ]  |
| 1961 | 680       | [ 12 ] |
| 1970 | 626       | [ 12 ] |
| 1972 | 621       | [ 13 ] |

## Kultur und Sehenswürdigkeiten

### Baudenkmale
Siehe: Liste der Baudenkmale in Wenden

## Persönlichkeiten

### Söhne und Töchter des Ortes
- August Biester (1854–1926), Lehrer und Heimatschriftsteller
- Louis Biester (1882–1965), deutscher Politiker (SPD)